# Étrange Mariage
Pour plus de détails, voir Fiche technique et Distribution.
Étrange Mariage (When Strangers Marry) est un film américain en noir et blanc réalisé par William Castle, sorti en 1944.

## Synopsis
Millie, une jeune femme naïve, arrive à New York retrouver son mari, Paul Baxter, un vendeur qu'elle a rencontré quelques mois plus tôt, et qu'elle épousé récemment. Mais à l'hôtel, Paul est introuvable. Millie croise son vieil ami, Fred Graham ; celui-ci l'encourage à signaler la disparition de Paul à la police. Au commissariat, ils apprennent qu'un meurtre vient d'avoir lieu dans l'hôtel où séjournait Paul.

## Fiche technique
- Titre : Étrange Mariage
- Titre original : When Strangers Marry
- Réalisateur : William Castle
- Scénario : Philip Yordan, Dennis J. Cooper, George Moskov (en)
- Musique : Dimitri Tiomkin
- Photographie : Ira H. Morgan
- Montage : Martin G. Cohn
- Producteur : King Brothers Productions (en)
- Société de production : King Brothers Productions (en)
- Société de distribution : Monogram Pictures
- Pays de production :  États-Unis
- Langue originale : anglais américain
- Format : noir et blanc — 35 mm — 1,37:1 — son : mono (Western Electric Recording)
- Genre : thriller psychologique, film noir
- Durée : 67 minutes
- Dates de sortie :
  - États-Unis : 21 août 1944
  - France : 26 février 1947[1]

## Distribution
- Dean Jagger : Paul Baxter
- Kim Hunter : Millie Baxter
- Robert Mitchum : Fred Graham (crédité "Bob Mitchum")
- Neil Hamilton : le détective-lieutenant Blake
- Lou Lubin : Jacob Houser
- (en) : Charlie (billed as Milt Kibbee)
- Dewey Robinson : le patron du kiosque à journaux
- Claire Whitney : l'épouse à bord du train
- Edward Keane (actor) (en) : le mari à bord du train
- Virginia Sale : Hotel Chambermaid
- Dick Elliott : Sam Prescott
- Lee "Lasses" White (en) : Old Man (billed as Lee White)
- Marta Mitrovich : Baby's Mother
- Billy Nelson : le chauffeur de Louisville
- Rhonda Fleming : la fille à bord du train (non créditée)